# Arbeitsgemeinschaft Freier Stillgruppen
Die Arbeitsgemeinschaft Freier Stillgruppen (AFS) ist bestrebt, das Stillen zu fördern und selbstverständlich zu machen. Die Basis der Vereinsarbeit ist die Hilfe von Mutter zu Mutter.
Die AFS wurde am 16. März 1980 in Bad Godesberg als lockere Arbeitsgemeinschaft von zunächst 45 Stillgruppen gegründet. Sie waren aus der La Leche Liga nach Unstimmigkeiten ausgeschieden, die darüber entstanden waren, dass ihre Vertreterinnen die straffe Organisationsstruktur der La Leche Liga als zu streng empfunden hatten. Nach und nach kamen immer mehr Stillgruppen dazu. Am 14. Mai 1988 wurde in Köln der Bundesverband als gemeinnütziger eingetragener Verein gegründet. Inzwischen gibt es innerhalb des Bundesverbandes fünf Regionalverbände (Baden-Württemberg, Bayern, Hessen, Nordrhein-Westfalen, Südwest mit Rheinland-Pfalz und Saarland).
Seit 1994 wird für Mitglieder eine Ausbildung zur Stillberaterin angeboten. Diese Beraterinnen unterstützen stillende und werdende Mütter, so dass diese ihre Stillbeziehungen nach ihren eigenen Vorstellungen gestalten können. AFS-Stillberaterinnen arbeiten ehrenamtlich. Die meisten bieten Telefonberatung und Stillgruppen an. Es wird Hilfe in Form von Information, Erfahrungsaustausch und praktischen Anleitungen gegeben.
Die Veröffentlichungen umfassen Faltblätter, medizinische Info-Blätter, Schriftenreihen und die Zeitschrift Stillzeit. Die AFS organisiert einen jährlichen Stillkongress für Stillberaterinnen und medizinisches Personal und unterhält eine bundesweite telefonische Stillhotline.
Seit Anfang der 1990er Jahre ist die AFS Mitglied beim International Baby Food Action Network (IBFAN). Die AFS ist Gründungsmitglied des deutschen „Vereins zur Unterstützung der WeltgesundheitsorganisationWHO/UNICEF-Initiative Babyfreundliches Krankenhaus (BFHI)“. Sie entsendet ein Mitglied in die Nationale Stillkommission und arbeitet beim bundesweiten Runden Tisch zur Stillförderung mit.